# Bailleau-l’Évêque
Bailleau-l’Évêque – miejscowość i gmina we Francji, w Regionie Centralnym, w departamencie Eure-et-Loir.
Według danych na rok 1990 gminę zamieszkiwało 929 osób, a gęstość zaludnienia wynosiła 47 osób/km² (wśród 1842 gmin Regionu Centralnego Bailleau-l’Évêque plasuje się na 425. miejscu pod względem liczby ludności, natomiast pod względem powierzchni na miejscu 672.).